# Víctor Palomo
Víctor Palomo (Barcelona, 26 mei 1948 - Girona, 11 februari 1985) was een Spaans waterskiër en motorcoureur.
In 1969 won Víctor Palomo op 21-jarige leeftijd het wereldkampioenschap slalom in het waterskiën, maar al snel interesseerde hij zich meer voor de motorsport. Zowel het waterskiën als de motorcross moest hij door problemen met zijn nek opgeven.
In 1972 kwam hij al voor het eerst uit in het wereldkampioenschap wegrace, maar alleen in zijn thuisrace, de 250 cc Grand Prix van Spanje in Montjuïc Park, waar hij zevende werd.
In het seizoen 1973 reed hij meer wedstrijden in het wereldkampioenschap, zowel in de 250- als de 350 cc klasse. Hij haalde de tweede plaats in de 350 cc Grand Prix-wegrace van Duitsland, maar in de 250 cc klasse werd hij slechts twee keer negende, in Duitsland en in de Belgische Grand Prix.
In 1974 kwam Víctor Palomo zelfs in drie klassen aan de start. Hij had inmiddels een Yamaha TZ 500 voor de 500 cc klasse. Zijn meest opmerkelijke prestatie leverde hij echter in de 350 cc race in Spanje, waar hij lang om de derde plaats vocht met Dieter Braun. Tegen het einde van de race vielen de beide leidende Finse coureurs Pentti Korhonen en Pekka Nurmi echter uit en Víctor Palomo won zo zijn enige Grand Prix.
In 1975 had hij veel last van de matige betrouwbaarheid van de Yamaha's. Hij viel dan ook vaak uit. In de Spaanse Grand Prix had hij de snelste trainingstijd in de 350 cc klasse, waarin hij uiteindelijk vierde werd, maar hij haalde ook twee podiumplaatsen: derde in de 250 cc Grand Prix van Duitsland en in de 350 cc Grand Prix van Joegoslavië. In de 500 cc klasse haalde hij geen enkele maal de finish.
1976 zou zijn beste seizoen worden. In het wereldkampioenschap scoorde hij bijna altijd punten als hij aan de finish kwam en hij viel veel minder vaak uit tijdens de races. De kroon op het werk was echter het kampioenschap Formule 750. Hoewel hij geen enkele race wist te winnen, scoorde hij met een Bakker-Yamaha genoeg punten om de titel te grijpen. Omdat er bijna altijd twee wedstrijden op een dag gereden werden, was hij wel enkele malen dagwinnaar.
In het seizoen 1977 reed Víctor Paloma weer alleen in de 250- en 350 cc klassen. Hij was een van de weinige Europese coureurs die de verre reis naar de Grand Prix van Venezuela maakten en dat werd beloond met een tweede plaats in de 350 cc- en een derde plaats in de 250 cc race. Daarna verliep het seizoen echter weer slechter: hij finishte geen enkele 250 cc race en in de 350 cc klasse haalde hij alleen nog punten in de Grand Prix van Joegoslavië, waar hij vijfde werd.
Víctor Palomo probeerde voor het seizoen 1978 steun te krijgen van de Spaanse bond, maar toen dat mislukte besloot hij zich te gaan toeleggen op Formule 3 autoraces. Toch kwam hij in 1978 weer met motorfietsen aan de start in enkele races, maar hij scoorde geen enkel punt, en ook het seizoen 1979 verliep heel matig voor Palomo. In dat jaar verloor hij bijna een been na een nachtelijk ongeluk tijdens de 24-uurs race op Montjuïc, toen hij op een defecte en onverlichte motorfiets botste.
Het werd een tijdje stil rond Víctor Palomo, maar in het seizoen 1982 verscheen hij weer aan de start van enkele GP's, dit keer met een 500 cc Suzuki. Hij werd achtste in Spanje, maar in de laatste Grand Prix, in Duitsland, brak hij bij een ongeval zijn bekken en daarna beëindigde hij zijn carrière.

## Overlijden
Op 11 februari 1985 overleed Víctor Palomo op 36-jarige leeftijd aan de gevolgen van diabetes.

## Wereldkampioenschap wegrace resultaten
(Races in vet zijn pole-positions; races in cursief geven de snelste ronde aan)
| Jaar | Klasse | Motorfiets    | 1      | 2       | 3       | 4       | 5       | 6      | 7       | 8       | 9       | 10      | 11      | 12      | 13      | Punten | Plaats | Overwinningen |
| ---- | ------ | ------------- | ------ | ------- | ------- | ------- | ------- | ------ | ------- | ------- | ------- | ------- | ------- | ------- | ------- | ------ | ------ | ------------- |
| 1972 | 250 cc | Yamaha TZ 250 | DUI -  | FRA -   | OOS -   | NAT -   | IOM -   | JOE -  | NED -   | BEL -   | DDR -   | TSJ -   | ZWE -   | FIN -   | SPA 7   | 4      | 31e    | 0             |
| 1973 | 250 cc | Yamaha TZ 250 | FRA -  | OOS -   | DUI 9   | NAT -   | IOM -   | JOE -  | NED 13  | BEL 9   | TSJ 11  | ZWE -   | FIN -   | SPA -   |         | 4      | 34e    | 0             |
| 1973 | 350 cc | Yamaha TZ 350 | FRA 13 | OOS -   | DUI 2   | NAT 11  | IOM -   | JOE -  | NED -   |         | TSJ 12  | ZWE -   | FIN 13  | SPA -   |         | 12     | 16e    | 0             |
| 1974 | 250 cc | Yamaha TZ 250 |        | DUI -   |         | NAT -   | IOM -   | NED -  | BEL -   | ZWE -   | FIN -   | TSJ 10  | JOE 7   | SPA 5   |         | 11     | 18e    | 0             |
| 1974 | 350 cc | Yamaha TZ 350 | FRA -  | DUI -   | OOS 15  | NAT DNF | IOM -   | NED -  |         | ZWE 7   | FIN -   |         | JOE 6   | SPA 1   |         | 24     | 9e     | 1             |
| 1974 | 500 cc | Yamaha TZ 500 | FRA -  | DUI -   | OOS DNF | NAT DNF | IOM -   | NED 8  | BEL DNF | ZWE 8   | FIN DNF | TSJ 11  |         |         |         | 6      | 26e    | 0             |
| 1975 | 250 cc | Yamaha TZ 250 | FRA -  | SPA DNF |         | DUI 3   | NAT -   | IOM -  | NED -   | BEL -   | ZWE 4   | FIN DNF | TSJ -   | JOE DNF |         | 18     | 11e    | 0             |
| 1975 | 350 cc | Yamaha TZ 350 | FRA -  | SPA 4   | OOS DNF | DUI DNF | NAT DNF | IOM -  | NED -   |         |         | FIN 7   | TSJ 3   | JOE DNF |         | 22     | 11e    | 0             |
| 1975 | 500 cc | Yamaha TZ 500 | FRA -  |         | OOS DNF | DUI -   | NAT -   | IOM -  | NED -   | BEL DNF | ZWE -   | FIN -   | TSJ -   |         |         | 0      | -      | 0             |
| 1976 | 250 cc | Yamaha TZ 250 | FRA -  |         | NAT -   | JOE -   | IOM -   | NED 5  | BEL 6   | ZWE -   | FIN -   | TSJ 4   | DUI 8   | SPA 5   |         | 25     | 10e    | 0             |
| 1976 | 350 cc | Yamaha TZ 350 | FRA -  | OOS 13  | NAT -   | JOE -   | IOM -   | NED -  |         |         | FIN 8   | TSJ 2   | DUI 6   | SPA 2   |         | 29     | 6e     | 0             |
| 1976 | 500 cc | Yamaha TZ 500 | FRA 6  | OOS 7   | NAT DNF |         | IOM -   | NED -  | BEL DNF | ZWE 7   | FIN -   | TSJ DNF | DUI -   |         |         | 13     | 18e    | 0             |
| 1977 | 250 cc | Yamaha TZ 250 | VEN 3  |         | DUI -   | NAT -   | SPA -   | FRA -  | JOE -   | NED -   | BEL -   | ZWE -   | FIN DNF | TSJ DNF | GB -    | 10     | 20e    | 0             |
| 1977 | 350 cc | Yamaha TZ 350 | VEN -  | OOS -   | DUI -   | NAT -   | SPA -   | FRA -  | JOE -   | NED -   |         | ZWE 18  | FIN DNF | TSJ 5   | GB DNF  | 18     | 14e    | 0             |
| 1978 | 350 cc | Yamaha TZ 350 | VEN -  | SPA -   | OOS -   | FRA -   | NAT -   | NED 15 | BEL -   | ZWE -   | FIN -   | GB DNF  | DUI -   | TSJ -   | JOE -   | 0      | -      | 0             |
| 1979 | 250 cc | Yamaha TZ 250 | VEN -  |         | DUI -   | NAT -   | SPA 15  | JOE -  | NED 16  | BEL -   | ZWE -   | FIN -   | GB -    | TSJ -   | FRA -   | 0      | -      | 0             |
| 1979 | 350 cc | Yamaha TZ 350 | VEN -  | OOS -   | DUI -   | NAT -   | SPA 8   | JOE -  | NED DNF |         |         | FIN -   | GB -    | TSJ -   | FRA -   | 3      | 29e    | 0             |
| 1982 | 500 cc | Suzuki RG 500 | ARG -  | OOS -   | FRA DNF | SPA 8   | NAT 18  | NED 21 | BEL DNF | JOE DNF | GB -    | ZWE -   |         | SM DNF  | DUI DNF | 3      | 26e    | 0             |